# Livingston Energy Flight
Livingston Energy Flight (mã IATA = LM, mã ICAO = LVG) là hãng hàng không của Ý, trụ sở ở Milano. Hãng có các tuyến đường thường xuyên cũng như chở khách thuê bao trong nước và quốc tế. Căn cứ chính của hãng ở Sân bay quốc tế Malpensa, Milano .

## Lịch sử
Livingston Energy Flight được Gruppo Ventaglio thành lập ngày 13.1.2003 và bắt đầu hoạt động từ tháng 5/2003. Gruppo Ventaglio cũng có cổ phần trong hãng Lauda Air Italy (thành lập năm 1990). Ngày 31.3.2003, Gruppo Ventaglio mua hết cổ phần của công ty Volante ở hãng Lauda Air Italy và hợp nhất Lauda Air Italy với Livingston dưới công ty mẹ Livingston Aviation Group. Hiện nay hãng do công ty Viaggi del Ventaglio Group hoàn toàn làm chủ và có 144 nhân viên (tháng 3/2007)..

## Các nơi đến
(Tháng 1/2007):
- El Salvador
  - San Salvador
- México
  - Cancún
- Antigua & Barbuda
  - Antigua
- Cuba
  - La Habana
  - Holguin
  - Santa Clara
  - Varadero
- Cộng hòa Dominican
  - La Romana
  - Punta Cana
- Jamaica
  - Montego Bay
- Brasil
  - Fortaleza
  - Maceio
  - Natal
  - Porto Seguro
  - Recife
  - Rio de Janeiro
  - Salvador
- Cộng hòa Síp
  - Larnaca
- Cộng hòa Séc
  - Praha
- Pháp
  - Lourdes
- Hy Lạp
  - Athens
  - Heraklion
  - Karpathos
  - Kos
  - Limnos
  - Mikonos
  - Rodi
  - Santorini
- Ý
  - Milano
  - Roma
  - Venice
  - Treviso
- Bồ Đào Nha
  - Lisbon
- Tây Ban Nha
  - Ibiza
  - Menorca
  - Palma de Mallorca
  - Tenerife
- Cabo Verde
  - Sal Island
  - Boa Vista Island
- Ai Cập
  - Hurgada
  - Marsa Alam
  - Sharm El Sheikh
- Kenya
  - Mombasa
- Tanzania
  - Zanzibar (bay thuê bao)
- Tunisia
  - Djerba
  - Monastir
- djibouti
- Campuchia
  - Phnom Penh (bay thuê bao)
- Jordan
  - Amman
- Maldives
  - Malé
- Thái Lan
  - Phuket (bay thuê bao)

## Đội máy bay

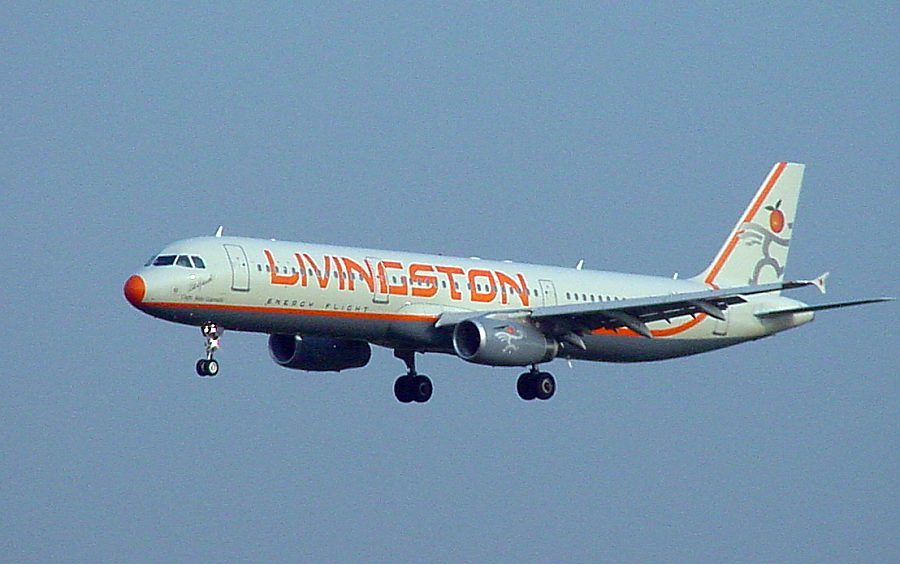
Máy bay của Livingston Energy Flight

(Ngày 10.7.2008) :
- 3 Airbus A321-200
- 3 Airbus A330-200
- 2 Boeing 737-800 (do Malév Hungarian Airlines điều hành)
- 1 Boeing 757-200 (do Air Finland điều hành)
- 1 McDonnell Douglas MD-83 (do Blue Line điều hành)

Tới ngày 10 tháng 7 năm 2008, tuổi trung bình các máy bay của Livingston Energy Flight là 6,2 năm.